# Країни Осі

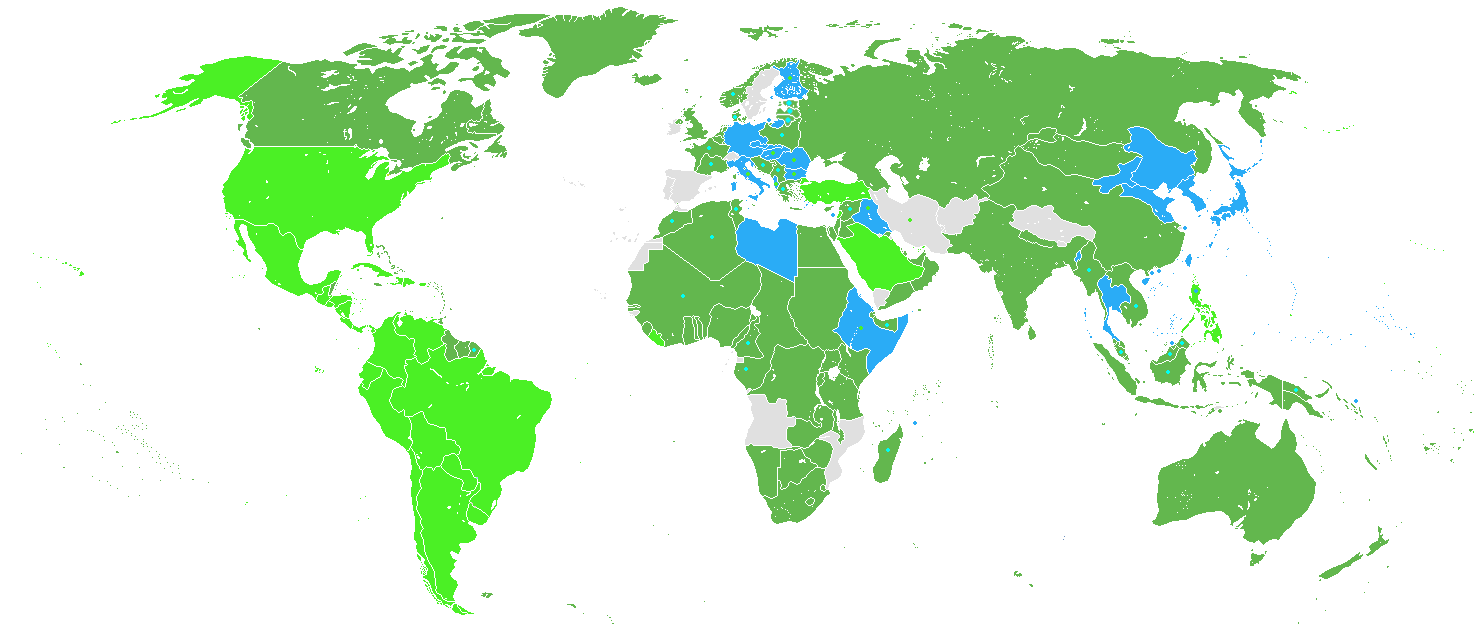

Країни осі, Нації осі, Об'єднання осі, Країни фашистського альянсу, гітлерівська коаліція (нім. Achsenmächte [ˈak.sn̩ˌmɛç.tə] ( прослухати); італ. Potenze dell'Asse [po.'tɛn.t͡se delˈlas.se]; яп. 枢軸国 Sūjikukoku sɯːdʑikɯꜜkokɯ) — об'єднання країн в часи Другої світової війни.
Три головні країни — елементи Осі: націонал-соціалістичний Третій Рейх, фашистська Італія та Японська імперія («Вісь Рим-Берлін-Токіо») були членами військового союзу Троїстого пакту (англ. Tripartite Pact) підписаного в серпні 1940 року, що офіційно заснували Об'єднання Осі. Під час найбільшого підйому пакту його країни-члени домінували над значною частиною Європи, Північної та Східної Африки, Далекого Сходу, Південно-Східної Азії й Океанії.

## Початок
Термін «вісь», як вважають, першим застосував прем'єр-міністр Угорщини Дюла Гембеш, який відстоював союз Німеччини, Угорщини та Італії й був посередником між Німеччиною й Італією задля зменшення протиріч між ними, задля досягнення цього союзу. Передчасна смерть Гомбоша у 1936 році при проведенні переговорів з Німеччиною в Мюнхені та зайняття його посади нефашистом припинило початкове притягнення Угорщини до триполярної осі, але зменшило протиріччя між Італією та Німеччиною, що вело до створення двополярної осі.
В листопаді 1936 року, термін «вісь» розпочав офіційно використовувати італійський диктатор Беніто Муссоліні, коли він говорив про вісь Рим—Берлін посилаючись на угоду між Німеччиною й Італією від 25 жовтня 1936 року. Муссоліні оголосив, що ці дві держави формують «Вісь», навколо якої інші держави Європи та світу мали б обертатись. Ця угода була підписана під час Другої італо-абіссінської війни, проти експансії Італії виступила Ліга Націй, й Італія отримала підтримку Німеччини. Пізніше, у травні 1939 року, ці відносини, перетворені в союз, Муссоліні назвав «Сталевим пактом».
Термін «Держави осі» формально почав вживатись після підписання Троїстого пакту між Німеччиною, Японією й Італією 27 вересня 1940 року. До договору пізніше приєднались Угорщина (20 листопада 1940 року), Румунія (23 листопада 1940 року), Словаччина (24 листопада 1940 року) і Болгарія (1 березня 1941 року).
Італійське ім'я Roberto у 1940-1945 роках отримало нове значення — вживалось як скорочення «Rome-Berlin-Tokyo».
Його найпотужнішими державами з військового погляду були Німеччина і Японія. Ці дві нації також підписали Антикомінтернівський пакт 1936 року.
Від листопада 1940 року між нацистською Німеччиною і СРСР велися офіційні таємні переговори про приєднання Радянського Союзу до Осі, що мало здійснитись через підписання нового документа про фактичний розподіл Східної півкулі планети між учасниками Пакту чотирьох Держав: Німеччиною, Італією, Японією та Радянським Союзом. Однак, вкінці 1940 року, Гітлер відкинув цей план і віддав наказ готуватися до нападу на СРСР.

## Країни-учасники

### Основні країни
- Третій Рейх з 1 вересня 1939 року.
- Королівство Італія з 1 вересня 1939 року до 8 вересня 1943 року.
- Японська імперія з 25 листопада 1939 року.

### Сателіти і союзники
- Угорське королівство з 20 листопада 1940 року з Трансильванією і Воєводиною.
  -  Карелія (з осені 1941 року);
- Румунське королівство з 20 листопада 1940 року до 23 серпня 1944 року;
- Словацька республіка з 20 листопада 1940 року;
- Болгарське царство з 1 березня 1941 року до 9 вересня 1944 року;
- Королівство Югославія 1—27 березня 1941 року;
- Незалежна Держава Хорватія з 15 липня 1941 року — зі Славонією та Боснією і Герцеговиною;
- Королівство Ірак.

### Неформальні союзники Третього Рейху
- СРСР (сторона що вела спільні бойові дії[7][8]) від 17 вересня 1939 до 22 червня 1941.
- Фінляндія (сторона що вела спільні бойові дії) з травня 1940 року до 19 вересня 1944 року — з Петсамо.

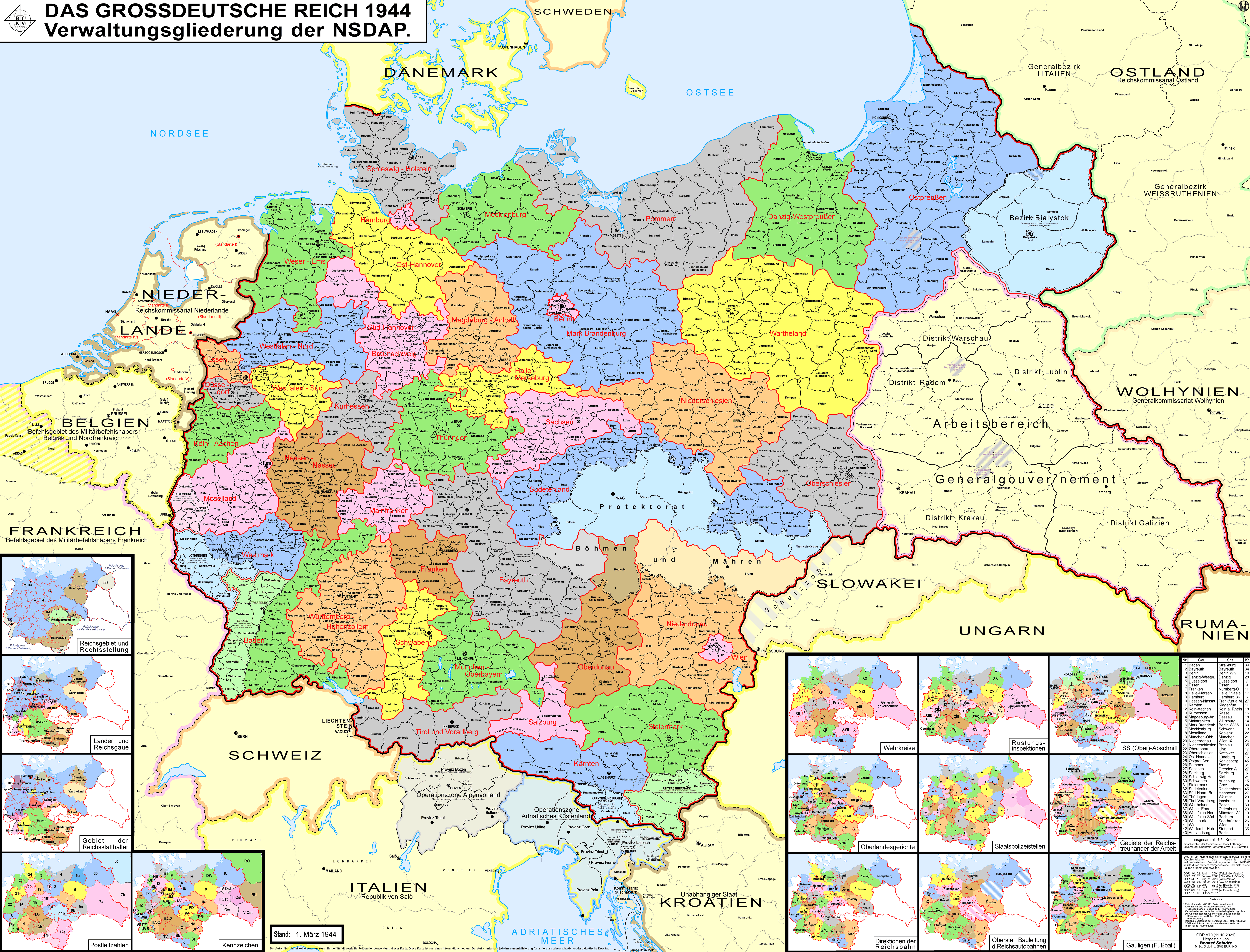
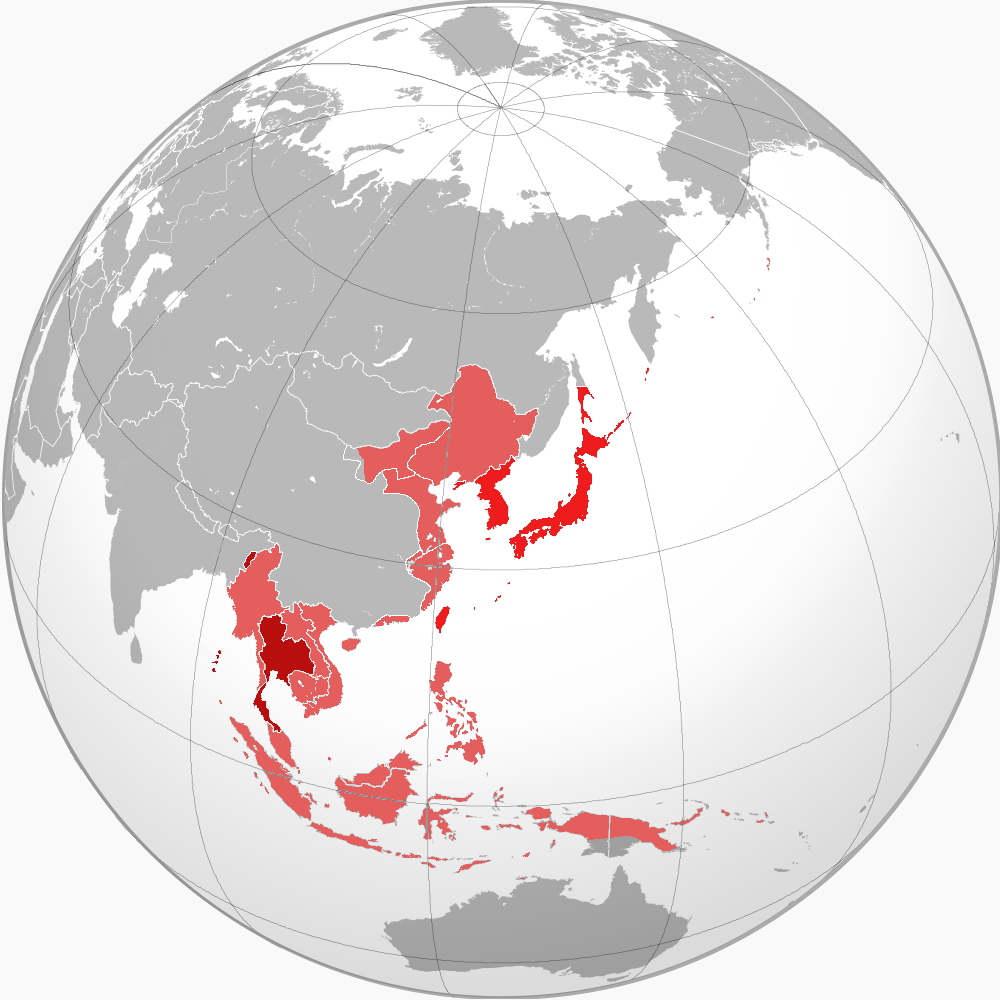
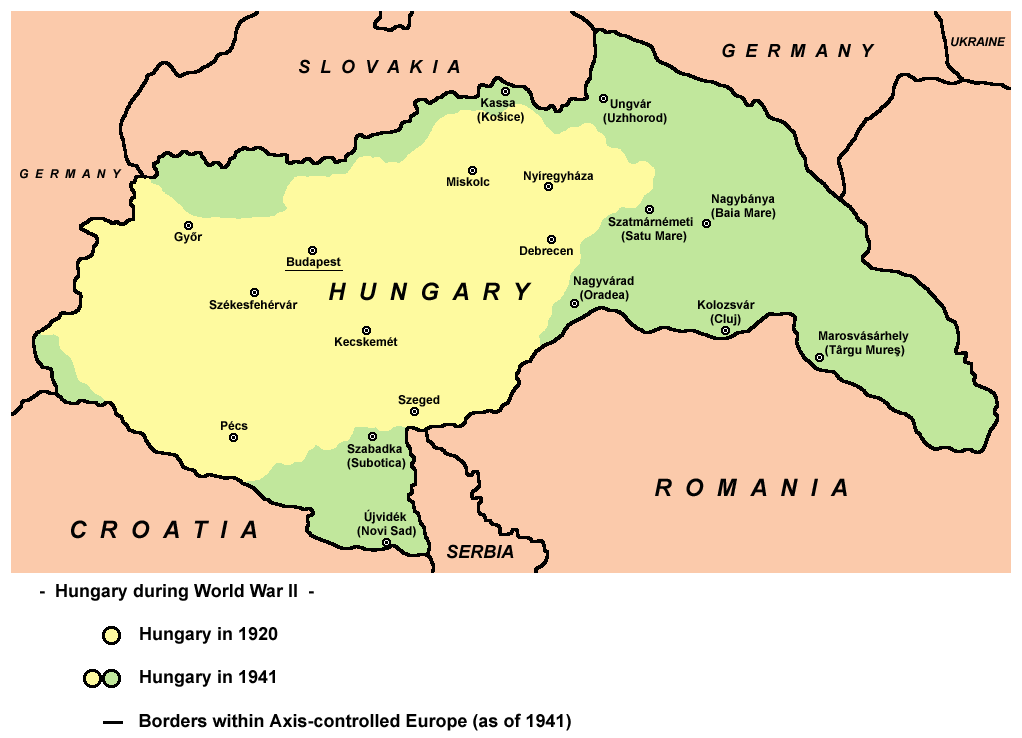
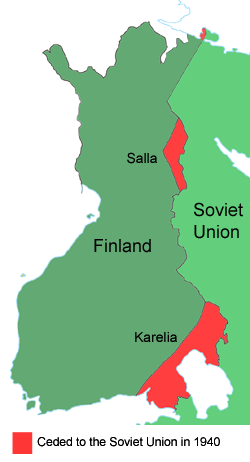
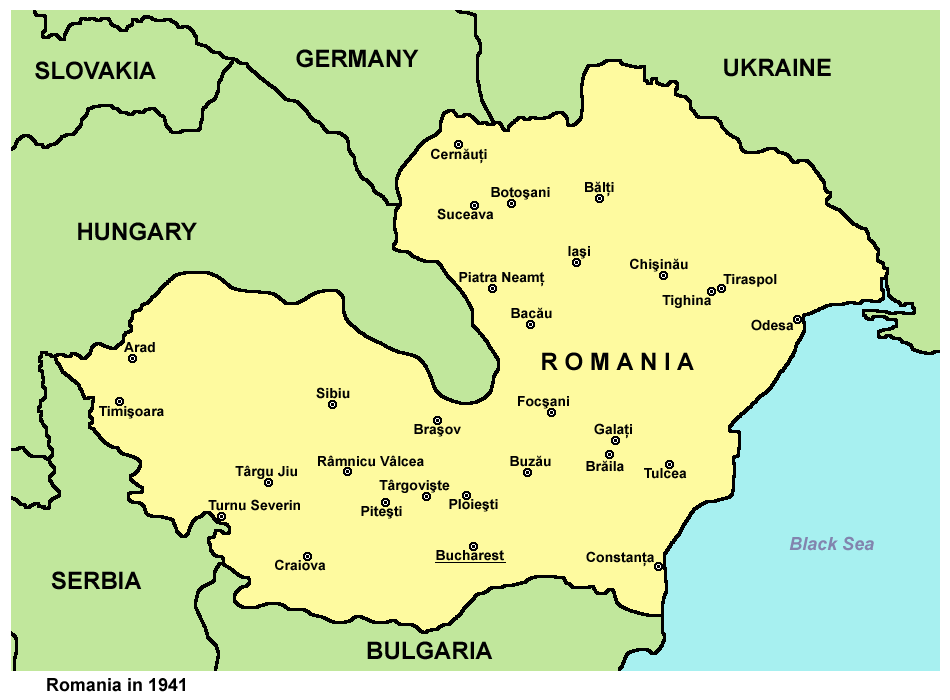
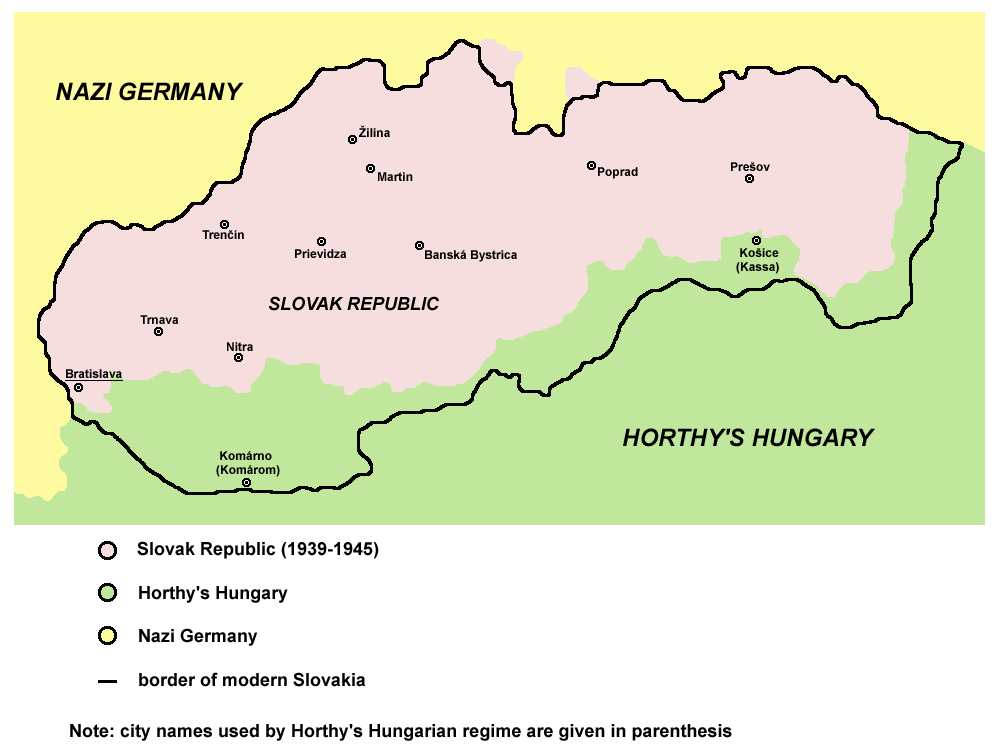
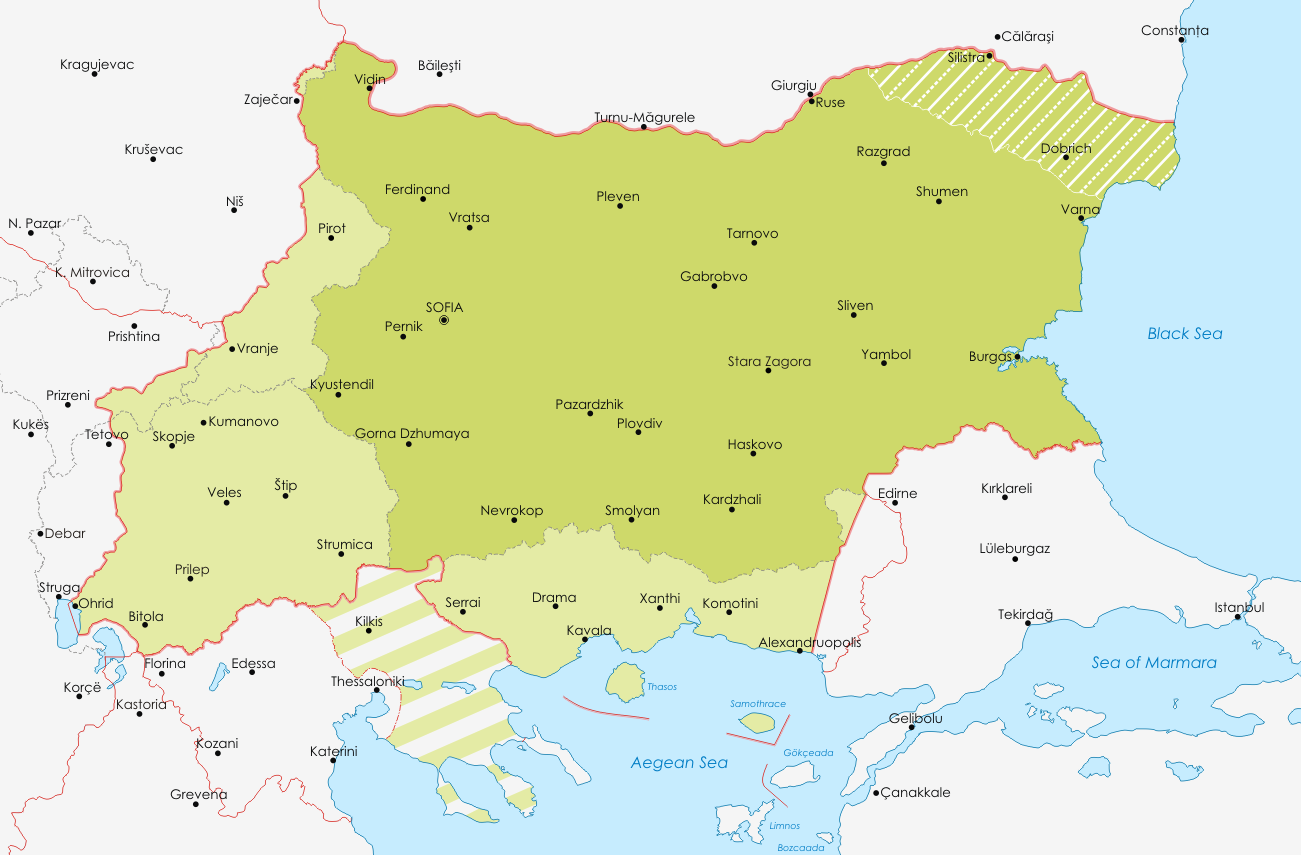
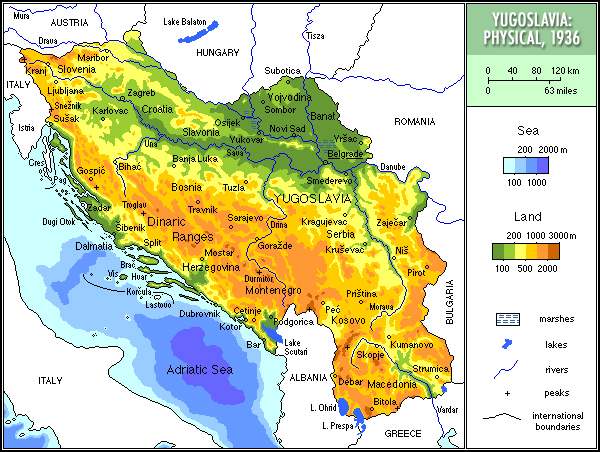
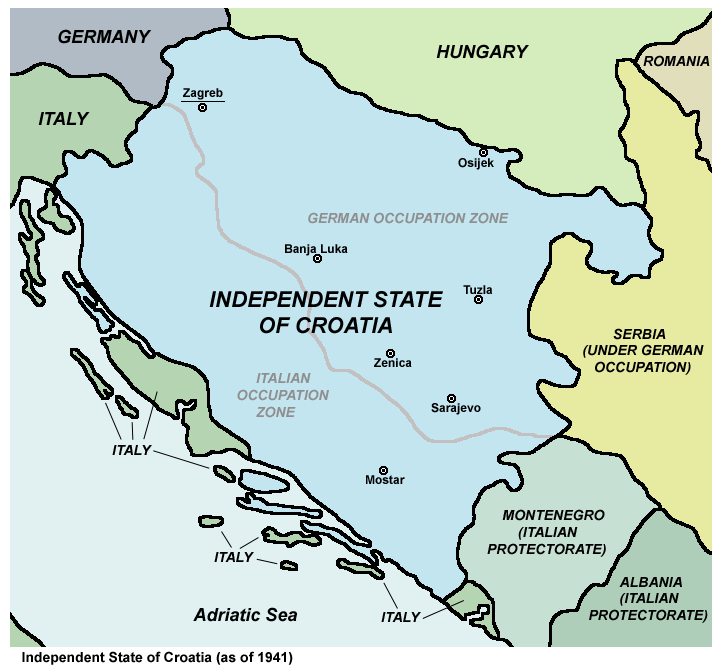

### Сателіти та союзники Японської імперії
- Маньчжурська держава (1937—1945 роки) — офіційно не проголошувала війни країнам Антигітлерівської коаліції; розгромлена вступом Червоної армії у війну проти Японії (1945).
- Менцзян (Внутрішня Монголія) з 27 вересня 1940 року.
- Тимчасовий уряд Китайської Республіки (Ван Цзинвей) з 29 березня 1941 року.
- Бірманська держава (1943—1945) — офіційно проголосила війну.
- Філіппінська республіка (1943—1945 роки) — офіційно не проголошувала війни.
- В'єтнамська імперія з 11 березня до 23 серпня 1945 року.
- Камбоджа 9—15 квітня 1945 року.
- Лаос 1944—1945.
- Тимчасовий уряд вільної Індії (1943—1945 роки) — офіційно проголосив війну.
- Таїланд (1942—1945) — офіційно не проголошував війни.

### Сателіти та союзники Королівства Італія

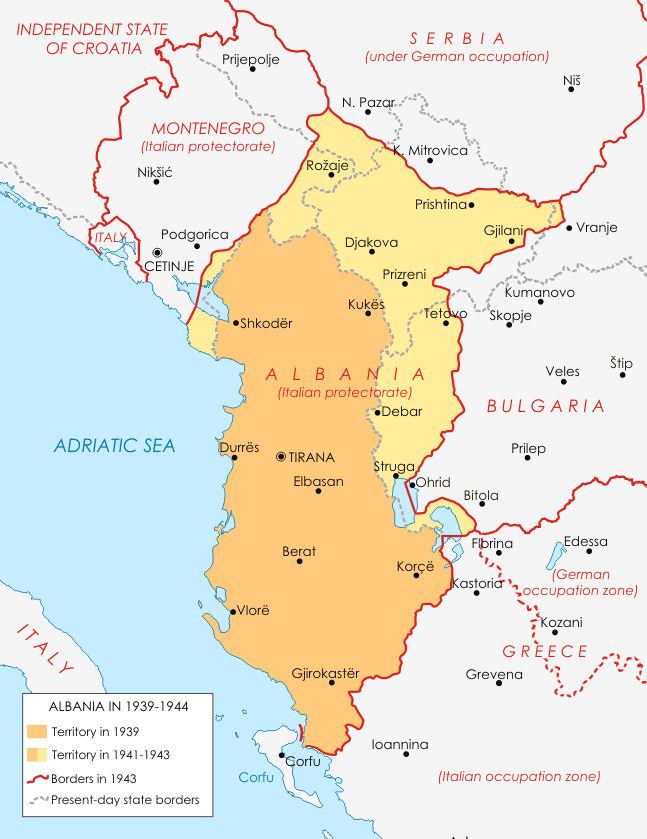
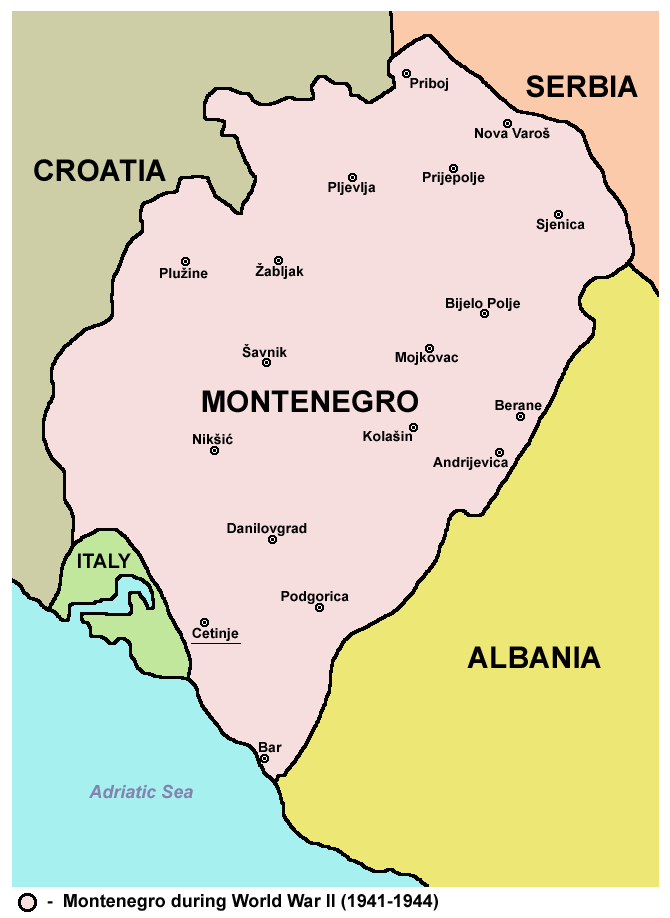

- Албанія з 1 листопада 1939 року до 8 вересня 1943 року.
- Королівство Чорногорія (Режим С.Дрлевича), формально з 12 липня 1941 року до 8 вересня 1943 року, фактично — кілька тижнів 1941.

## Окуповані та анексовані Третім Рейхом

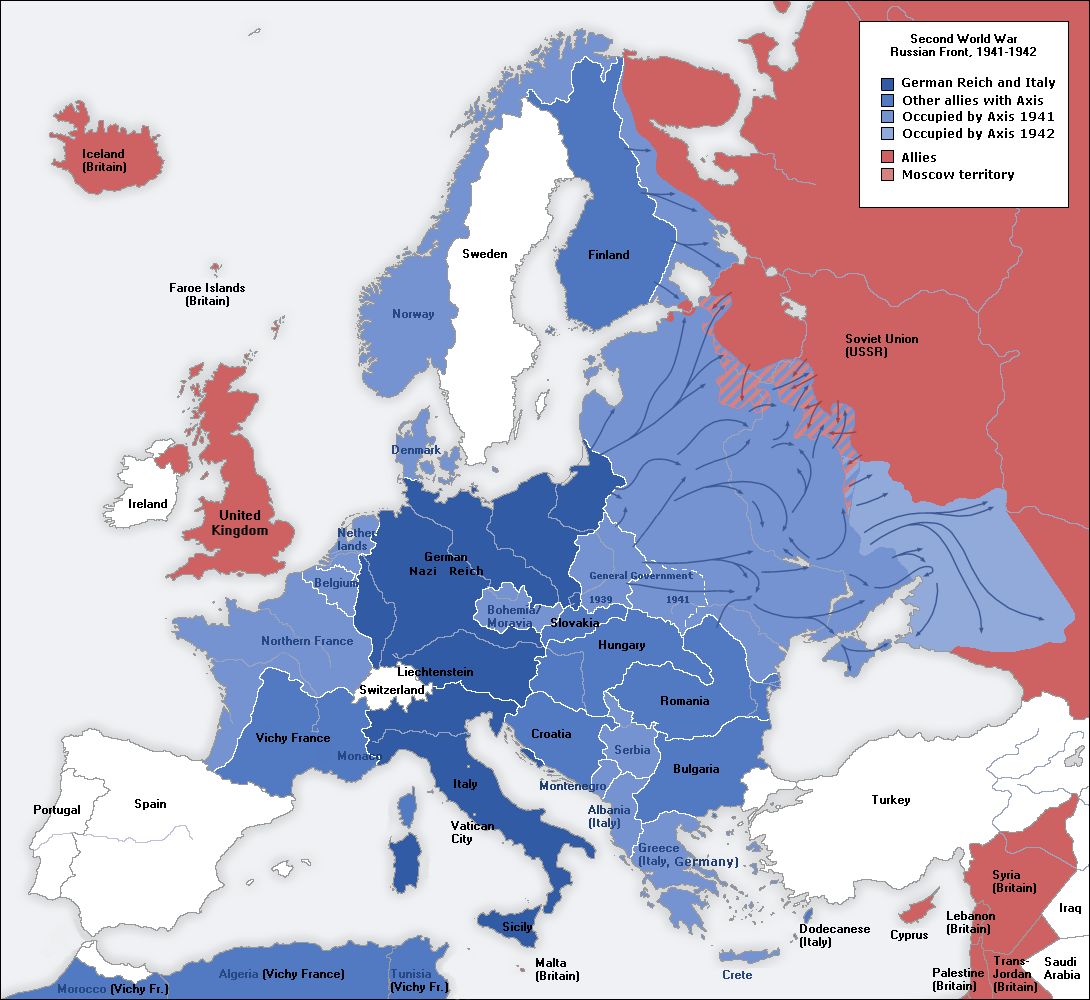
Німеччина та її сателіти під час їх найбільшої територіальної експансії в Європі

- Остмарк (Австрійська республіка).
- Вестмарк (Саар)
- Частини Польської республіки:
  - Генеральна губернія;
  - Країна Варти (Познань).
- Вільне місто Данциг.
- Частини Чехословацької республіки:
  -  Протекторат Богемії та Моравії з 15 березня 1939;
  -  Судетенланд.
- Люксембург.
- Данія.
- Бельгія (генерал-губернатор Фалькенхаузен).
- Франція (окуповані землі, включаючи Ельзас і Лотарингію).
- Нормандські острови.
- Італійська соціальна республіка з 23 вересня 1943 року;
- Частини колишнього Королівства Югославія:
  -  Сербія (з Банатом) — маріонетковий режим Недича з 1 вересня 1941;
  - Нижня Каринтія і Нижня Штирія;
  -  Провінція Любляна (до 1943 підпорядкувалась Королівству Італія, потім Третьому Рейху)
- Східні райхскомісаріати:
  - Україна;
  - Остланд (Балтійські країни та Білоруська РСР);

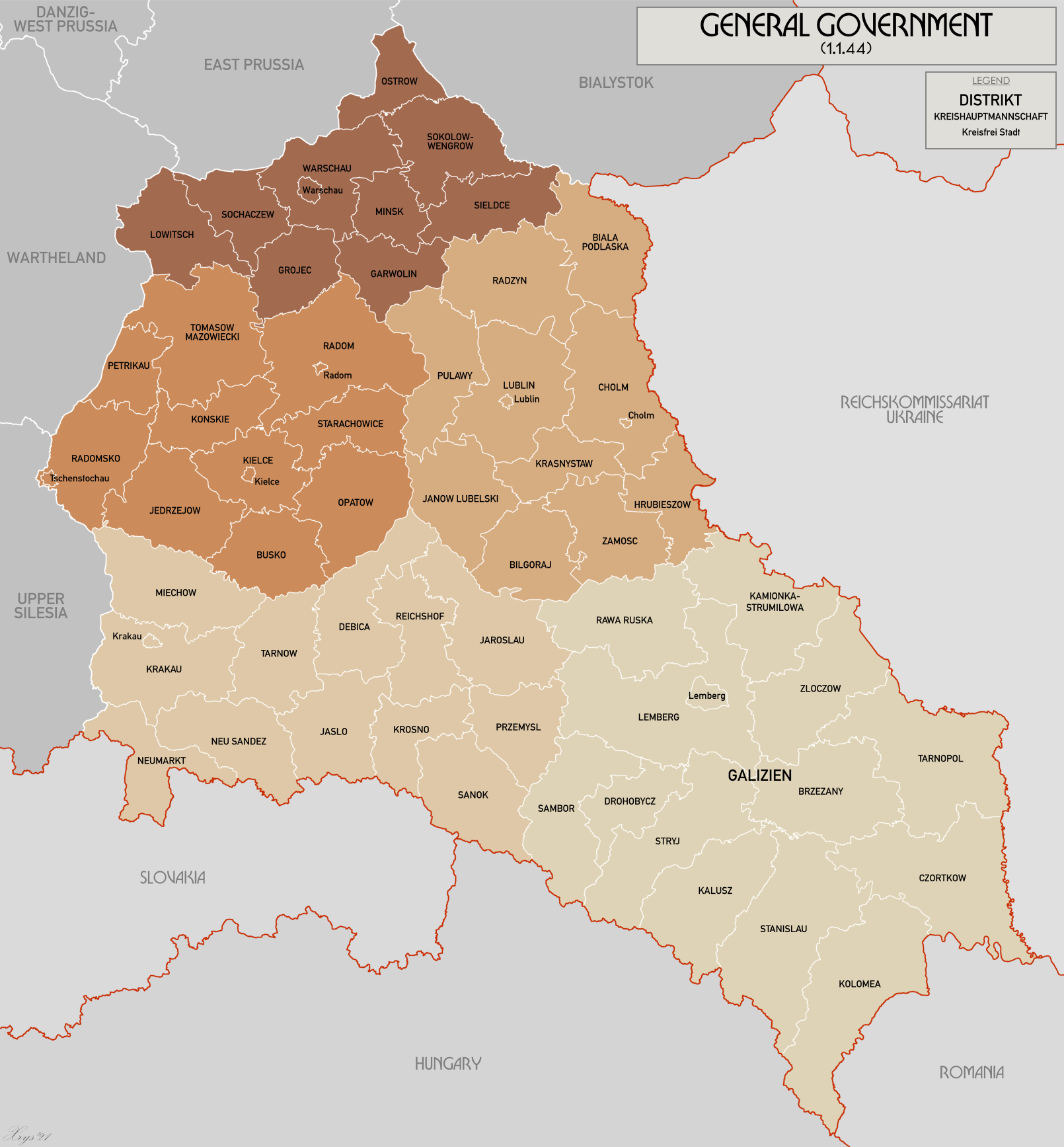
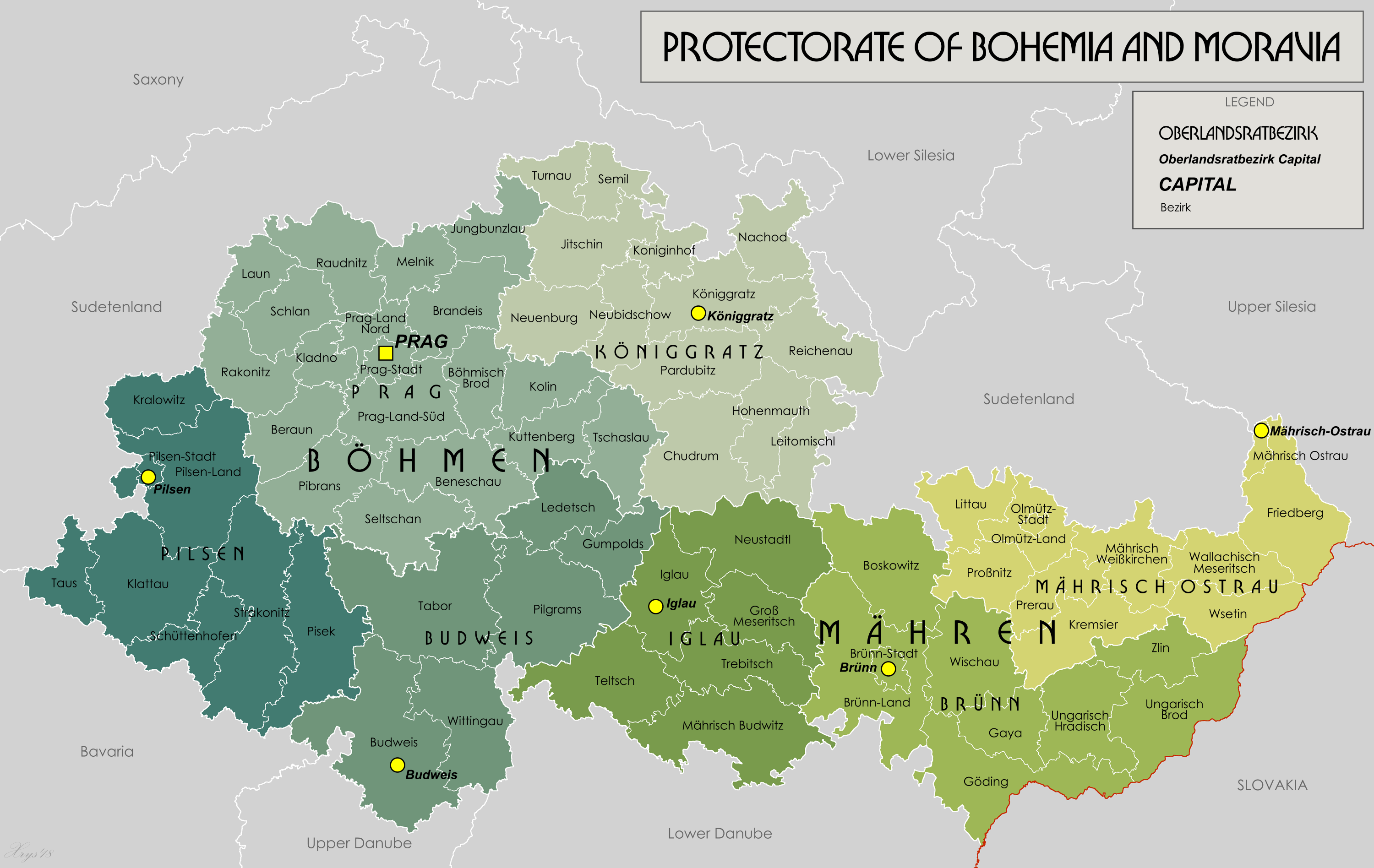
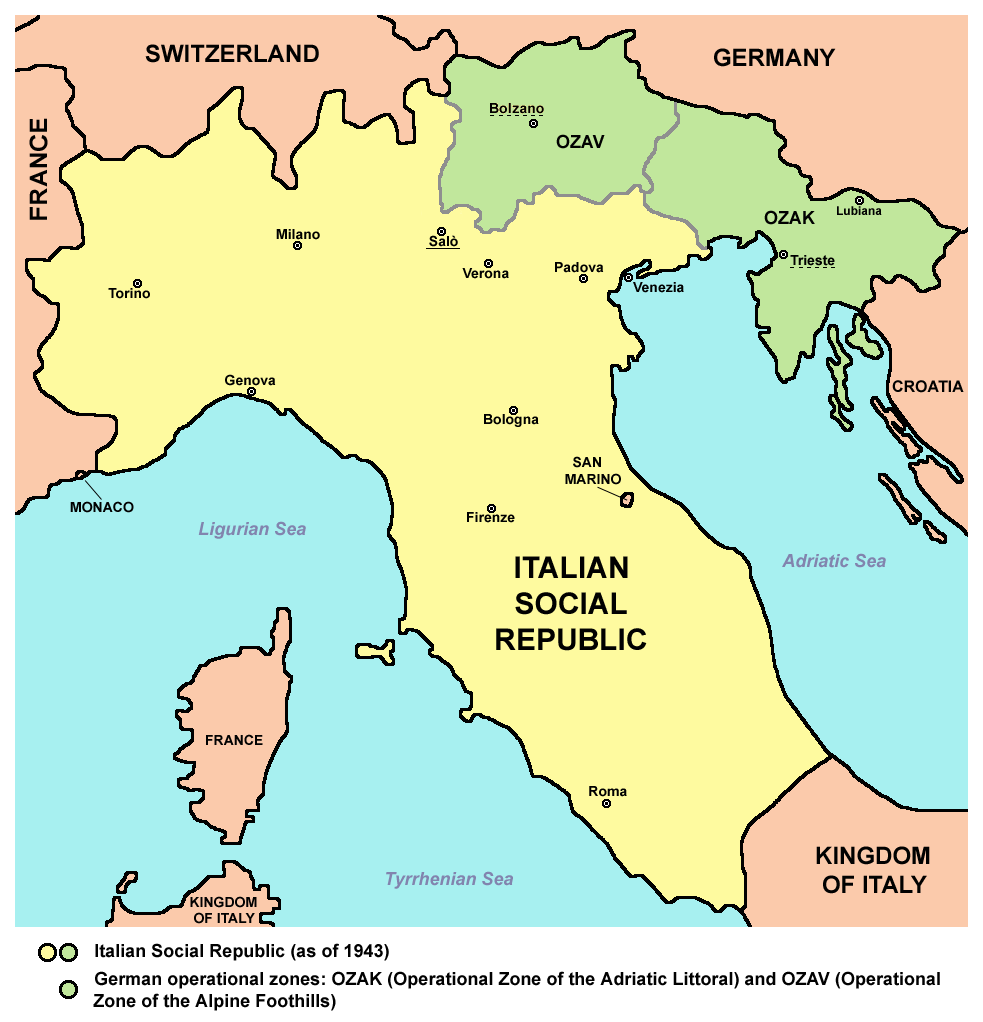
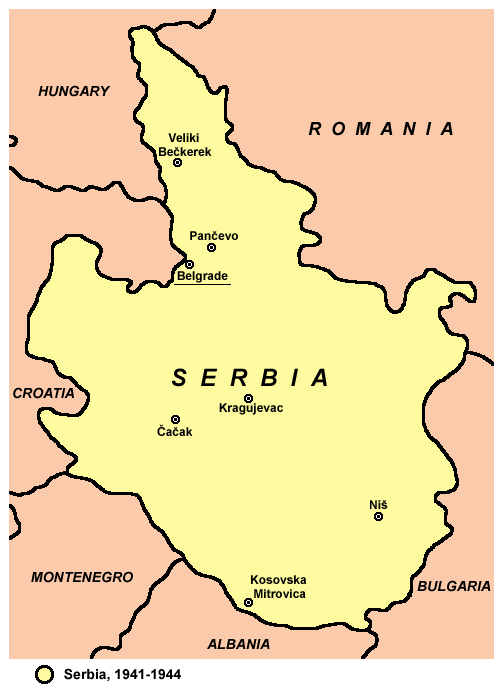
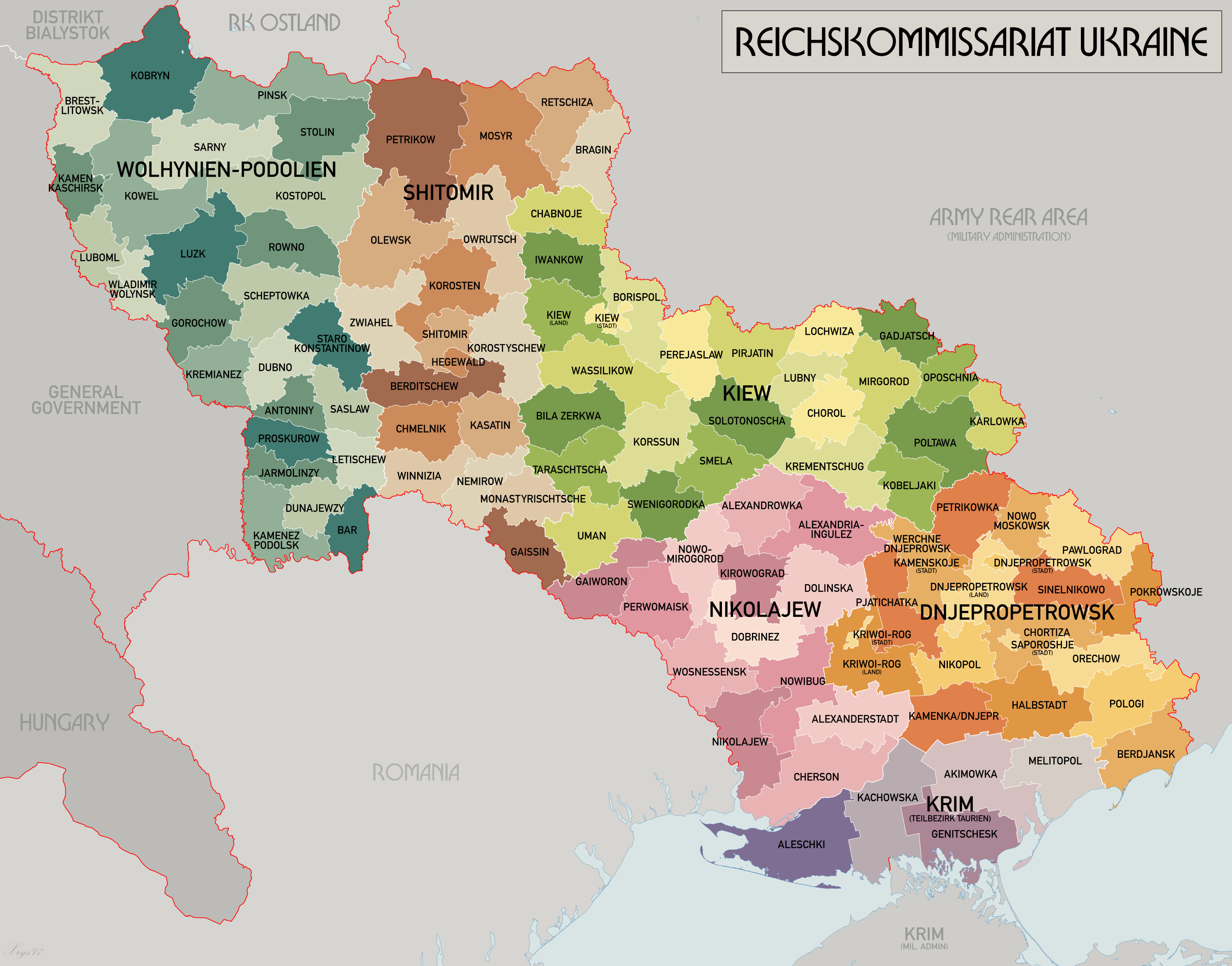
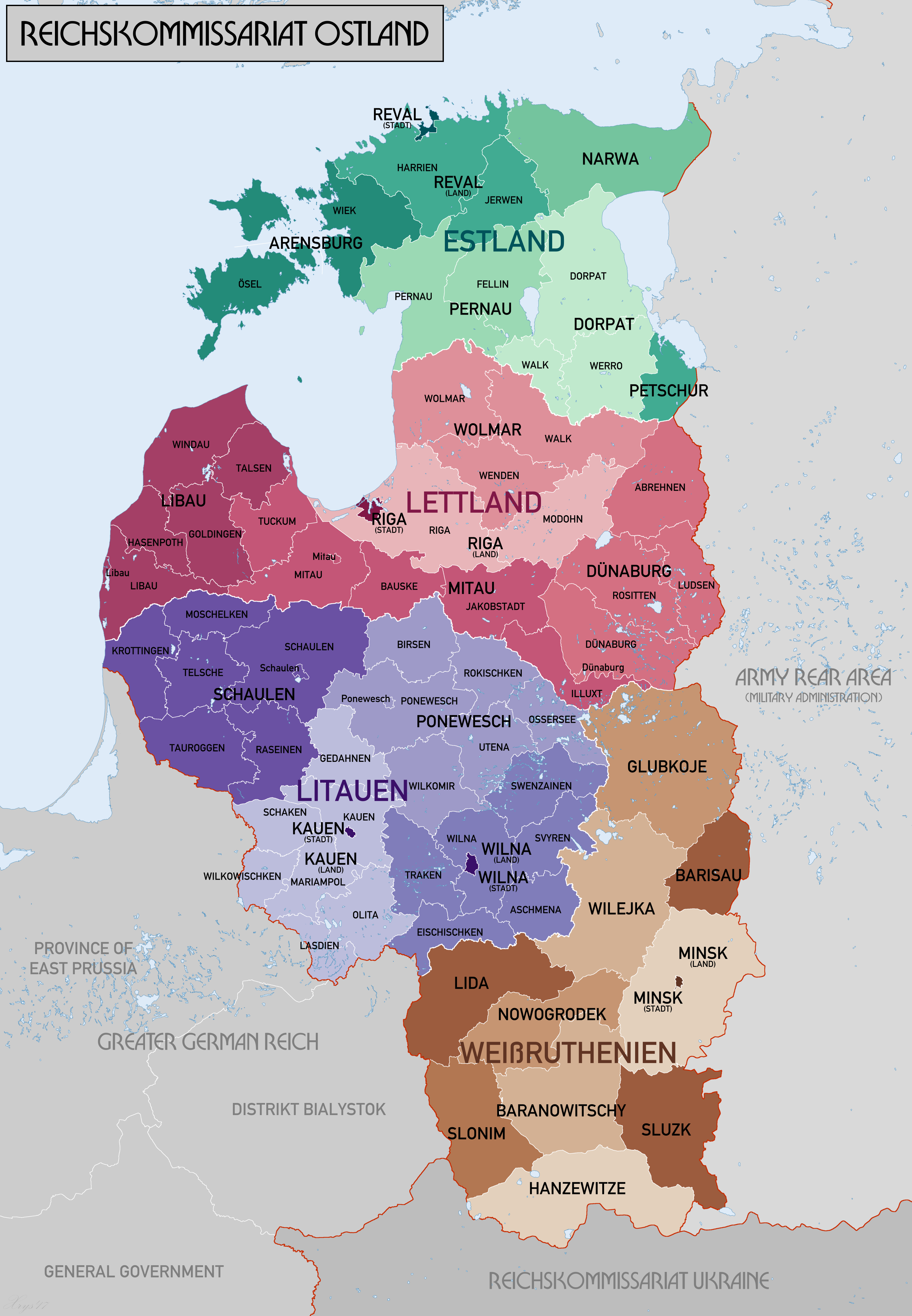

  - Кавказ;
  - Московія.

## Держави-колабораціоністи
- Франція (Режим Віші, 1940—1944).
- Норвегія (режим Квіслінга).
- Нідерланди (режим Муссерта).